# Conflans-en-Jarnisy
Conflans-en-Jarnisy és un municipi francès situat al departament de Meurthe i Mosel·la i a la regió del Gran Est. L'any 2007 tenia 2.446 habitants.

## Demografia

### Població
El 2007 la població de fet de Conflans-en-Jarnisy era de 2.446 persones. Hi havia 1.067 famílies, de les quals 321 eren unipersonals (128 homes vivint sols i 193 dones vivint soles), 345 parelles sense fills, 301 parelles amb fills i 100 famílies monoparentals amb fills.
La població ha evolucionat segons el següent gràfic:
Habitants censats

### Habitatges
El 2007 hi havia 1.157 habitatges, 1.078 eren l'habitatge principal de la família, 12 eren segones residències i 66 estaven desocupats. 873 eren cases i 282 eren apartaments. Dels 1.078 habitatges principals, 692 estaven ocupats pels seus propietaris, 382 estaven llogats i ocupats pels llogaters i 4 estaven cedits a títol gratuït; 20 tenien una cambra, 79 en tenien dues, 147 en tenien tres, 310 en tenien quatre i 521 en tenien cinc o més. 852 habitatges disposaven pel capbaix d'una plaça de pàrquing. A 525 habitatges hi havia un automòbil i a 387 n'hi havia dos o més.

### Piràmide de població
La piràmide de població per edats i sexe el 2009 era:
| Homes | Edats   | Dones |
| ----- | ------- | ----- |
| 0     | 95 o +  | 0     |
| 0     | 90 a 94 | 8     |
| 4     | 85 a 89 | 24    |
| 16    | 80 a 84 | 20    |
| 52    | 75 a 79 | 80    |
| 56    | 70 a 74 | 80    |
| 60    | 65 a 69 | 76    |
| 60    | 60 a 64 | 88    |
| 76    | 55 a 59 | 60    |
| 112   | 50 a 54 | 96    |
| 96    | 45 a 49 | 88    |
| 108   | 40 a 44 | 112   |
| 88    | 35 a 39 | 88    |
| 60    | 30 a 34 | 64    |
| 80    | 25 a 29 | 88    |
| 72    | 20 a 24 | 44    |
| 80    | 15 a 19 | 100   |
| 76    | 10 a 14 | 88    |
| 76    | 5 a 9   | 44    |
| 44    | 0 a 4   | 52    |

## Economia
El 2007 la població en edat de treballar era de 1.561 persones, 1.077 eren actives i 484 eren inactives. De les 1.077 persones actives 990 estaven ocupades (528 homes i 462 dones) i 87 estaven aturades (36 homes i 51 dones). De les 484 persones inactives 184 estaven jubilades, 116 estaven estudiant i 184 estaven classificades com a «altres inactius».

### Ingressos
El 2009 a Conflans-en-Jarnisy hi havia 1.050 unitats fiscals que integraven 2.423 persones, la mediana anual d'ingressos fiscals per persona era de 17.191 €.

### Activitats econòmiques
Dels 95 establiments que hi havia el 2007, 3 eren d'empreses extractives, 3 d'empreses alimentàries, 1 d'una empresa de fabricació d'altres productes industrials, 9 d'empreses de construcció, 46 d'empreses de comerç i reparació d'automòbils, 2 d'empreses de transport, 4 d'empreses d'hostatgeria i restauració, 5 d'empreses financeres, 1 d'una empresa immobiliària, 8 d'empreses de serveis, 8 d'entitats de l'administració pública i 5 d'empreses classificades com a «altres activitats de serveis».
Dels 26 establiments de servei als particulars que hi havia el 2009, 1 era una comissaria de policia, 1 oficina d'administració d'Hisenda pública, 1 oficina de correu, 1 funerària, 3 tallers de reparació d'automòbils i de material agrícola, 1 taller d'inspecció tècnica de vehicles, 3 paletes, 2 guixaires pintors, 2 electricistes, 1 empresa de construcció, 4 perruqueries, 2 veterinaris i 4 restaurants.
Dels 21 establiments comercials que hi havia el 2009, 1 era, 1 un hipermercat, 1 un supermercat, 2 fleques, 1 una fleca, 1 una carnisseria, 1 una peixateria, 3 botigues de roba, 1 una botiga de roba, 2 sabateries, 1 una sabateria, 2 botigues de mobles, 1 una botiga de material de revestiment de parets i terra i 3 floristeries.
L'any 2000 a Conflans-en-Jarnisy hi havia 6 explotacions agrícoles que ocupaven un total de 297 hectàrees.

## Equipaments sanitaris i escolars
Els 2 equipaments sanitaris que hi havia el 2009 eren farmàcies.
El 2009 hi havia 1 escola maternal i 1 escola elemental.

## Poblacions més properes
El següent diagrama mostra les poblacions més properes.